# Ларімер (округ, Колорадо)
Шаблон:StateAbbr_ 40°39′ пн. ш. 105°28′ зх. д. / 40.65° пн. ш. 105.46° зх. д.
Округ Ларімер (англ. Larimer County) — округ (графство) у штаті Колорадо, США. Ідентифікатор округу 08069.

## Історія
Округ утворений 1861 року.

## Демографія
За даними перепису 
2000 року 
загальне населення округу становило 251494 осіб, зокрема міського населення було 217014, а сільського — 34480.
Серед мешканців округу чоловіків було 125654, а жінок — 125840. В окрузі було 97164 домогосподарства, 63197 родин, які мешкали в 105392 будинках.
Середній розмір родини становив 2,99.
Віковий розподіл населення поданий у таблиці:
| Стать    | До 15 років | 15-21 | 22-29 | 30-39 | 40-49 | 50-65 | 65-85 | Понад 85 |
| -------- | ----------- | ----- | ----- | ----- | ----- | ----- | ----- | -------- |
| Чоловіки | 25423       | 15946 | 17976 | 18402 | 20480 | 17269 | 9257  | 901      |
| Жінки    | 24060       | 15832 | 15381 | 18184 | 20897 | 17607 | 11842 | 2037     |

## Суміжні округи
- Ларамі, Вайомінг — північний схід
- Велд — схід
- Боулдер — південь
- Гранд — південний захід
- Джексон — захід
- Олбані, Вайомінг — північний захід

## Виноски
1. ↑  U.S. Decennial Census. United States Census Bureau. Архів оригіналу за 10 червня 2016. Процитовано 8 червня 2014.
2. ↑  Historical Census Browser. University of Virginia Library. Архів оригіналу за 11 серпня 2012. Процитовано 8 червня 2014.
3. ↑  Population of Counties by Decennial Census: 1900 to 1990. United States Census Bureau. Архів оригіналу за 31 липня 2014. Процитовано 8 червня 2014.
4. ↑  Census 2000 PHC-T-4. Ranking Tables for Counties: 1990 and 2000 (PDF). United States Census Bureau. Архів оригіналу (PDF) за 18 грудня 2014. Процитовано 8 червня 2014.
5. ↑  State & County QuickFacts. United States Census Bureau. Архів оригіналу за 6 червня 2011. Процитовано 8 червня 2014.(англ.) Наведено за англійською вікіпедією.
6. ↑  American FactFinder. Бюро перепису населення США. Архів оригіналу за 26 лютого 2012. Процитовано 31 січня 2008.

| США | Це незавершена стаття з географії США. Ви можете допомогти проєкту, виправивши або дописавши її. |